# ليه مونرو
ليه مونرو (بالإنجليزية: Les Munro)‏ هو فلاح وطيار نيوزيلندي، ولد في 5 أبريل 1919 في غيسبورن ‏ في نيوزيلندا، وتوفي في 4 أغسطس 2015 في تاورانجا في نيوزيلندا.

## وصلات خارجية
- ليه مونرو على موقع IMDb (الإنجليزية)